# Мю Волопаса
Мю Волопаса (μ Boo/μ Boötis) — кратная система в созвездии Волопаса. Имеет несколько исторических названий:
- Алкалуропс, Алькалюропс (Alkalurops) от греческого 'καλαύροψ’ через арабский, что означает «палица» или «посох» Использовалось Исихием Александрийским[7].
- Инкалуис (Inkalunis, Icalurus). Так это название записано в Альфонсовых таблицах и обозначает то же самое[7].
- Венабилум (Venabulum) — «охотничье копьё». Это название приведено на латыни у ряда авторов[7].
- Сальва, Клава (Clava) — «палица» — это название на латыни приводится у Гигина[7].

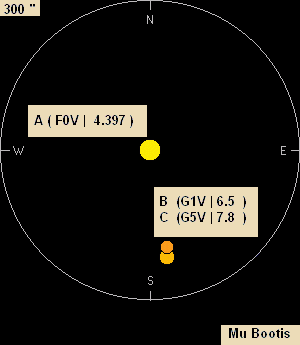
Тройная система Мю Волопаса

Алкалуропс прекрасная тройная звезда. Находясь на расстоянии 1,8 угловых минут от звезды шестой (6.50m) звёздной величины спутник виден невооруженным глазом. Главная звезда, Алкалуропс A, является карликом спектрального класса F0 с весьма невысокой температурой поверхности — 7195 К и массой порядка двух солнечных (или около того). Его светимость в 20 раз превышает солнечную, что делает его слишком яркий для своего класса, подразумевая, что звезда либо сошла с главной последовательности либо, что звезда двойная. Спектральные исследования показывают, что у звезды есть неразрешённый спутник с периодом обращения около 300 дней (что делает систему четверной).
Звезда может быть слегка переменной.
Легко видимый спутник (Алкалуропс BC) явно двойной, и состоит из пары похожих на Солнце (спектральный класс G1) звезд-карликов, отстоящих друг от друга в среднем на 1,5 секунды дуги. Алкалуропс B является звездой седьмой звёздной величины (6,98m) и светит вдвое ярче Солнца, тогда как более слабый спутник седьмой звездной величины Алкалуропс C (7,63m) имеет почти солнечную светимость. Их орбиты лежат на среднем расстоянии 54 а. е. друг от друга (на 35 процентов дальше, чем Плутон отстоит от Солнца) и они обращаются друг вокруг друга за 260 лет.
Алкалуропс BC лежит по меньшей мере на расстоянии 4000 а. е. от Алкалуропс A и ему требуется по меньшей мере 125 тысяч лет, чтобы сделать полный оборот вокруг главной звезды. С Алкалуропс A, пара BC. будет видна как великолепное «двойное солнце» (на таком расстоянии, однако, звездообразное, диски звёзд вряд ли будут разрешимы) в 100 раз ярче, чем Венера. Звёзды будут отделены друг от друга на расстоянии порядка одного градуса.
Алкалуропс A находится вблизи критической точки звездной эволюции. Подобные звезды преобразует водород в гелий с помощью углеродного цикла, в котором углерод используется в качестве ядерного катализатора, а не непосредственно. Также у них отсутствует конвективная циркуляция внешних слоев и они, как правило, вращаются очень быстро (Алкалуропс A вращается, по крайней мере, в 40 раз быстрее, чем Солнце).